# Garave
Garave war ein syrisches Volumenmaß und als Getreidemaß in Syrien und im Osmanischen Reich in Anwendung.
- 1 Garave = 73.088 Pariser Kubikzoll = 1448 ⅓ Liter[1]